# Ak Bars Kazań
Ak Bars Kazań (ros. Ак Барс Казань, tat. Ак Барс Казан) – rosyjski klub hokeja na lodzie z siedzibą w Kazaniu.

## Historia
Dotychczasowe nazwy
- Maszstroj Kazań (1956–1958)
- SK im. Urickogo Kazań (1958–1990)
- Itił Kazań (1990–1995)
- Ak Bars Kazań (od 1995)

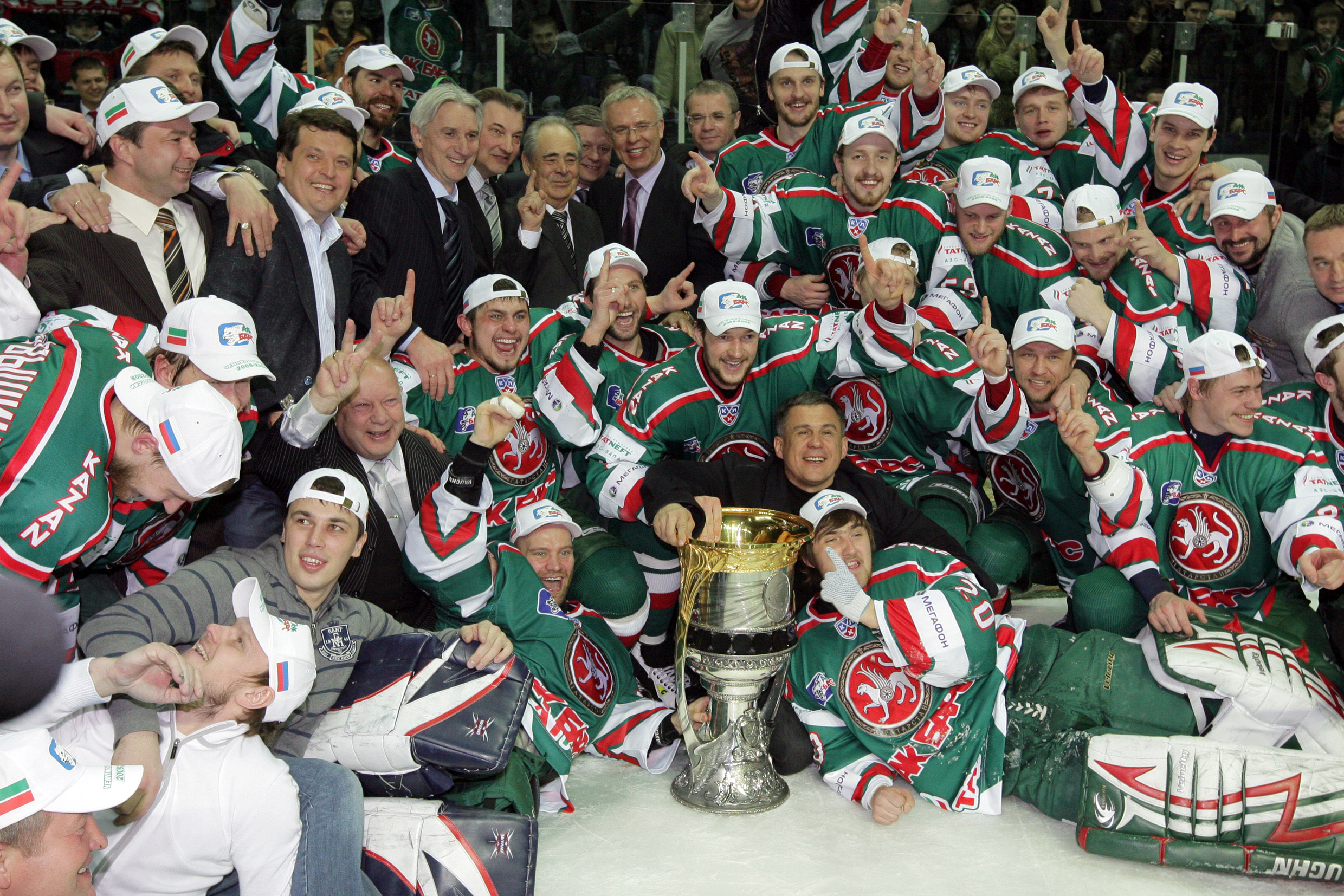
Drużyna Ak Barsu Kazań z Pucharem Gagarina po ostatnim zwycięskim meczu (1:0) z Łokomotiwem Jarosław 12 kwietnia 2009

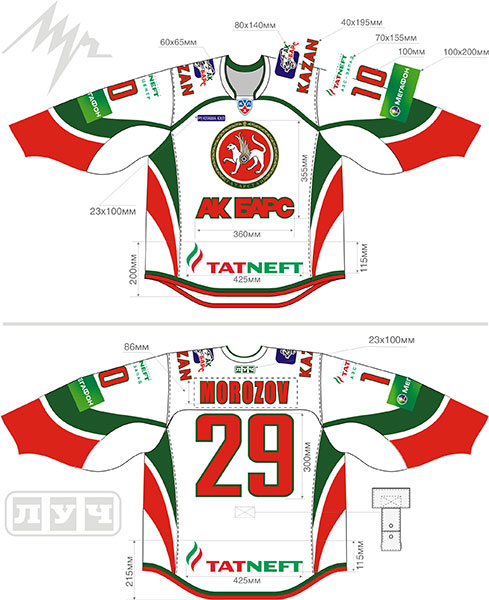
Stroje meczowe Ak Barsu

Ak Bars Kazań został założony w 1956 jako Maszstroj Kazań. Pod tą nazwą występował do 1958. Następne nazwy drużyny to: SK im. Urickogo Kazań, Itił Kazań, a od 1995 Ak Bars Kazań.
Klub przejął barwy od flagi Tatarstanu. Na koszulkach zespołu centralnie widnieje godło Tatarstanu. Nazwa klubu (Ак Барс) w języku tatarskim oznacza dosłownie śnieżny leopard (pol. irbis), którego podobizna zawarta jest w godle Tatarstanu.
Pierwsze Mistrzostwo Rosji klub wywalczył w 1998. W sezonie 2004/2005 Ak Bars pozyskał 11 zawodników ligi NHL dzięki trwającemu tam lokoutowi. Mimo to klub odpadł już w ćwierćfinale play-off z późniejszym brązowym medalistą – Łokomotiwem Jarosław. W następnym sezonie Bars zdobył po raz drugi w historii Mistrzostwo Rosji (zwycięstwo w finale play-off z Awangardem Omsk), dzięki czemu zakwalifikował się do rozgrywek o Puchar Mistrzów w sezonie 2006/2007, a następnie je wygrał (6:0 w finale z Hämeenlinnan Pallokerho). W krajowych rozgrywkach Barsowi nie udało się obronić mistrzostwa – przegrał finałową rywalizację 2-3 z Mietałłurgiem Magnitogorsk.
Sezon 2007/2008 Ak Bars rozpoczął słabo – po kilku kolejkach znajdował się w strefie spadkowej. Pod koniec roku 2007 Bars awansował do pierwszej ósemki ligi. W styczniu 2008 klub zdobył Puchar Kontynentalny po wygraniu wszystkich trzech spotkań w grupie finałowej.
Klubem farmerskim został Nieftianik Almietjewsk występujący w WHL. Oba kluby sponsoruje koncern naftowy Tatnieft. Drużynami juniorskimi zostały Bars Kazań występująca w MHL i Irbis Kazań w MHL-B. W 2014 Bars został przyjęty do seniorskiej ligi WHL, a Irbis zajął jego miejsce w MHL.

## Szkoleniowcy
Trenujący od 2005 roku drużynę Zinetuła Bilaletdinow w czerwcu 2011 został trenerem reprezentacji Rosji. Jego następcą w sezonie 2011/2012 był Władimir Krikunow. W czerwcu 2012 trenerem został Walerij Biełow. W lipcu 2014 trenerem zespołu został ponownie Zinetuła Bilaletdinow. Jego asystentami zostali Walerij Biełow, Andriej Sokołow oraz trenerzy bramkarzy Siergiej Abramow, Ari Moisanen. Później dwóch pierwszych zastąpili Aleksandr Smirnow i Aleksandr Zawjałow. Wiosną 2019 głównym trenerem zespołu został Dmitrij Kwartalnow. 1 lipca 2022 głównym trenerem został ogłoszony Oleg Znarok, a trenerami w sztabie Jurij Babienko, Aleksandr Bojkow i Aleksandr Agopiejew. 2 grudnia 2022 ogłoszono odejście Znaroka ze stanowiska i tymczasowe objęcie tej funkcji przez Babienkę.

## Sukcesy
- Brązowy medal Rosyjskiej FSRR: 1961
- Złoty medal Rosyjskiej FSRR: 1962, 1976
- Złoty medal wyższej ligi: 1962, 1988, 1989
- Złoty medal mistrzostw Rosji: 1998, 2006, 2009, 2010, 2018
- Puchar Gagarina: 2009, 2010, 2018
- Srebrny medal mistrzostw Rosji: 2000, 2002, 2007, 2020 (uznaniowo)[12], 2023
- Brązowy medal mistrzostw Rosji: 1999, 2004, 2021
- Puchar Otwarcia: 2009, 2020, 2023
- Puchar Mistrzów: 2007
- Puchar Kontynentalny: 2008
- Trzecie miejsce w Pucharze Kontynentalnym: 2000
- Pierwsze miejsce w Dywizji Czernyszowa w sezonie zasadniczym: 2009
- Pierwsze w Dywizji Charłamowa w sezonie zasadniczym: 2011, 2013, 2015, 2018, 2020, 2021, 2023
- Pierwsze w Konferencji Wschód w sezonie zasadniczym: 2013, 2015, 2018, 2020, 2021
- Finał KHL o Puchar Gagarina: 2015, 2023

## Kadra w sezonie2020/2021
| Bramkarze: - Timur Bilałow - Amir Miftachow - Adam Reideborn Obrońcy: - Kamil Fazylejanow - Kryscijan Chienkiel - Albiert Jarullin - Dmitrij Judin - Nikita Lamkin - Trevor Murphy - Andriej Piedan - Roman Rukawisznikow - Mikael Wikstrand |  | Napastnicy: - Aleksandr Burmistrow - Aleksandr Chowanow - Patrice Cormier - Stéphane Da Costa - Nigel Dawes - Nikita Dyniak - Michaił Fisienko - Artiom Galimow - Stanisław Galijew - Michaił Głuchow - Sawielij Kuwardin - Artiom Łukojanow - Harri Pesonen - Kiriłł Pietrow - Ilja Safonow - Wiktor Tichonow - Dmitrij Woronkow - Danis Zaripow |